# اسدالله ولوالجی
اسدالله ولوالجی (۱۳۲۳–۱۴۰۰) شاعر، نویسنده و تحلیل‌گر مسائل سیاسی اهل افغانستان بود.

## مرگ اعضای خانواده
چهار عضو خانوادهٔ ولوالجی در سال ۱۳۹۹ بر اثر انفجار یک مین مغناطیسی در ولسوالی پغمان کابل کشته شدند. این چهار نفر عبارت بودند از همسر، دختر، برادرزاده و همسر برادرزاده او. در این حادثه برخی دیگر از اعضای خانواده او نیز مجروح شدند.

## آثار
1. قطاع الطریقان، آدم ربایان و آقابلی‌ها
2. از اعلیحضرت محمد ظاهر شاه تا استاد برهان الدین
3. ترک صفتی یا ترک فریبی؟
4. وزیر محمد گل مومند و کار کردهای او
5. ژورنالیزم مبری از توهین، تحقیر و عقده گشایی
6. طالبان از کجا آمدند و تا کجا خواهند رفت؟ (مجموعه مقالات)
7. نگرشی پیرامون جرگه و قبایل پشتون (مجموعه مقالات)
8. انگلیس مآبی، روسی بودن یا آمریکایی شدن؟
9. نام باستانی سرزمین ما توران است
10. فانوس بر درگاه شب (مجموعه شعر)
11. مهر و مصحف (مجموعه شعر)
12. با تو بهار می‌رسد (مجموعه شعر)
13. روسها از چه مجرای تاریخی وارد افغانستان شدند؟
14. در صفحات شمال افغانستان چه می‌گذشت؟
15. آیا قوای نظامی اتحاد شوروی از افغانستان خارج ساخته شد؟
16. صفحات شمال افغانستان در فاصله بین طرح و تحقق برنامه خروج ارتش اتحاد شوروی
17. مرور بر مشخصات جامعه افغانی
18. آغاز و تداوم اختلافات میان احمد شاه مسعود و جنرال دوستم
19. خروج جنرال دوستم و سقوط دکتور نجیب الله
20. لویه جرگه اضطراری بخش اول، جلد اول
21. دموکراسی و جامعه مدنی در افغانستان
22. پارلمان، دموکراسی و آزادی
23. پیشینه طرز حکومت، اداره و انتخابات در افغانستان (بخش اول)
24. معاهده دیورند و پیامدهای آن
25. اینجا ایران شرقی نیست